# Societatea de Transport București

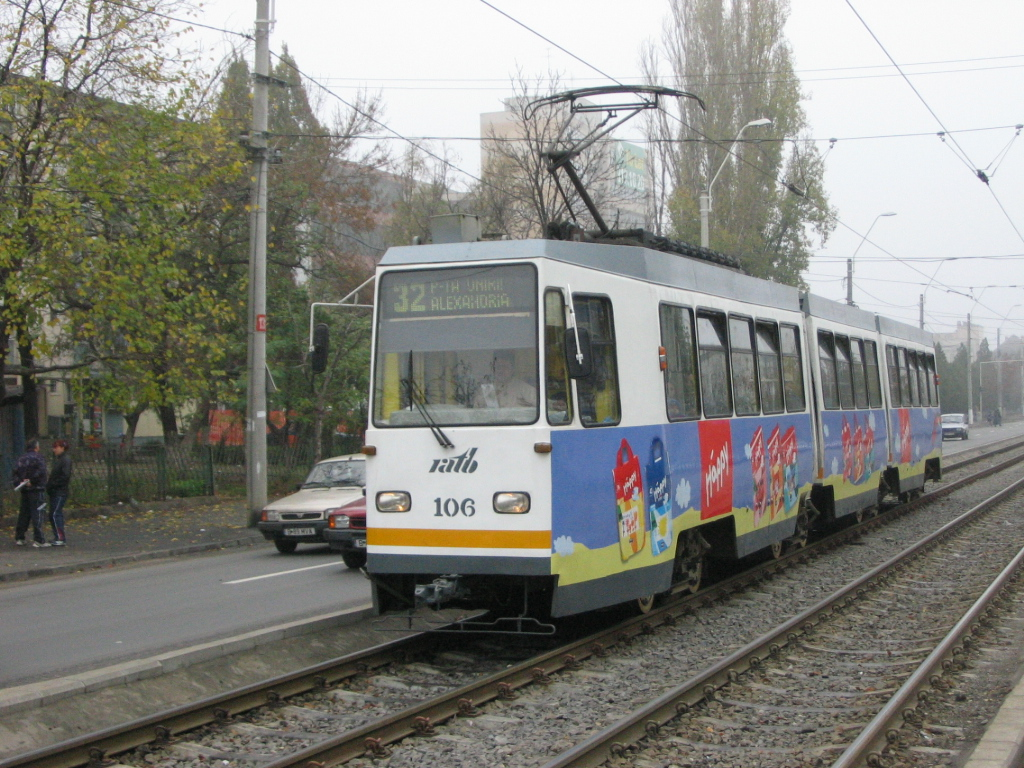
Tram snodato V2A n. 102 sulla linea 32

La Societatea de Transport București (in italiano: Società di Trasporto di Bucarest; STB) è l'azienda che gestisce il trasporto pubblico di superficie nella città di Bucarest, capitale della Romania. Prima del 13 settembre 2018, la società era conosciuta come Regia Autonomă de Transport București (Direzione dei Trasporti Autonomi di Bucarest; RATB).
L'azienda aderisce all'Uniunea Romana de Transport Public, organismo nazionale che riunisce gli operatori rumeni di trasporto pubblico.

## Linee gestite

### Linee filoviarie (15)
- 61 (Master - Piața Rosetti)
- 62 (Gara de Nord - Grup Școlar Auto)
- 65 (Dridu - Sfinții Voievozi)
- 66 (Spitalul Fundeni - Casa Studentilor)
- 69 (Valea Argeșului - Baicului)
- 70 (Bd. Basarabia - Vâsile Parvan)
- 73 (Turnu Magurele - Piața Unirii)
- 74 (Bd. Alexandru Obregia - Piața Unirii)
- 76 (Piața Reșița - Piața Unirii)
- 79 (Bd. Basarabia - Gara de Nord)
- 85 (Gara de Nord - Baicului)
- 86 (Arena Națională - Dridu)
- 90 (Arena Națională - Valea Argeșului)
- 91 (Depoul Alexandra - Piața Rosetti)
- 93 (Valea Argeșului - Gara de Nord)
- 96 (Depoul Alexandra - Gara de Nord)
- 97 (Străulești - Sfinții Voievozi)

### Linee tranviarie (26)
Le linee tranviarie gestite da STB sono 26.

### Linee autobus
Le linee autobus che l'azienda gestisce sono circa 155.

## Parco mezzi
Bucarest possiede una fitta rete di mezzi pubblici, costituita da circa 1 780 autobus, 411 tram e 395 filobus (2025).
La città possiede anche un'estesa rete sotterranea di metropolitana (5 linee, 78,5 km, 78 stazioni) che è gestita da un'altra società: Metrorex.

### Autobus
- 550 Otokar Kent C 10/12/18m (Euro 6)
- 1 130 Mercedes-Benz Citaro (Euro3/Euro4/Hybrid)
- 100 Granton GTZ6129BEVR (Elettrico)

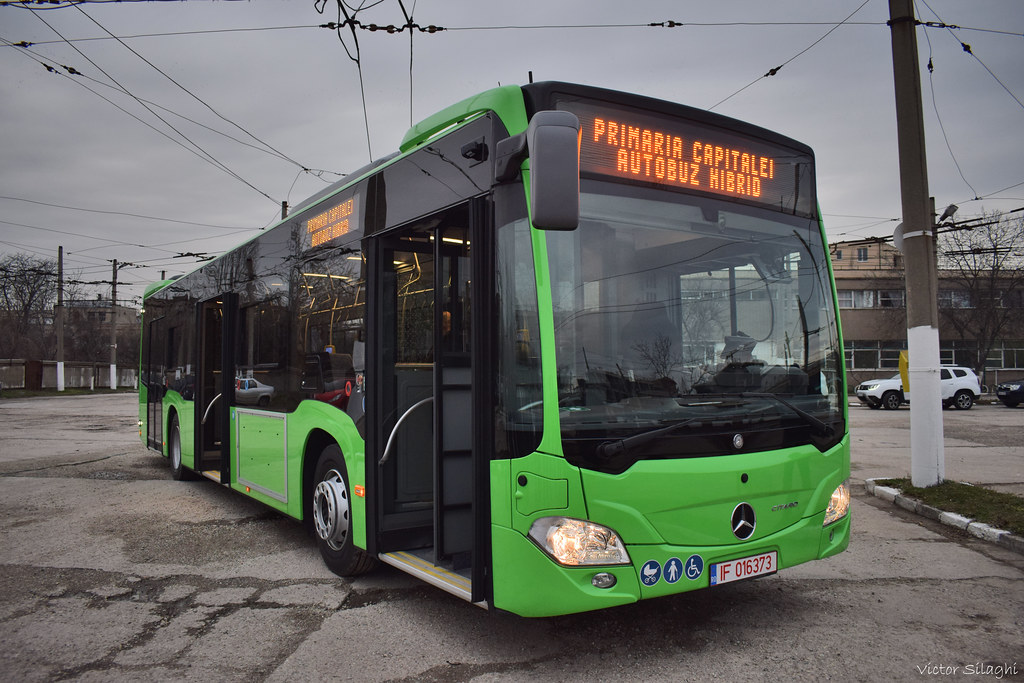
Mercedes-Benz Citaro C2 Hybrid

### Filobus
- 195 Ikarus Astra 415T
- 100 Irisbus Astra Citelis
- 100 Solaris Trollino

### Tram
- 16 Bucur LF

- 9 Bucur V2A-T

- 220 V3A-93

- 31 V3A-93M

- 14 V3A-2AS

- 21 V3A-2010 (ex V3A-93)

- 100 Astra Imperio Metropolitan